# Franconização
Franconização, também conhecida como francesização, afrancesamento ou francofonização, é a expansão do uso da língua francesa, seja por adoção voluntária ou coerção, por um número cada vez maior de grupos sociais que antes não usavam o idioma como meio comum de expressão na vida cotidiana. Como conceito linguístico, geralmente conhecido como galicização, é a prática de modificar palavras, nomes e frases estrangeiras para torná-las mais fáceis de soletrar, pronunciar ou entender em francês.
De acordo com a Organisation internationale de la Francophonie (OIF), o número de 220 milhões de francófonos (falantes de francês) está sendo subestimado pois conta apenas as pessoas que sabem escrever, entender e falar francês fluentemente, excluindo assim a maioria dos falantes de francês da África, que não sabem escrever. O Conseil économique, social et environnemental francês estima que, se eles fossem incluídos, o número total de falantes de francês passaria de 500 milhões no ano 2000. O francês tem a parcela relativa de falantes que mais cresce no mundo.
Em 2014, um estudo do banco francês Natixis afirmou que o francês se tornará o idioma mais falado do mundo até 2050. No entanto, os críticos do estudo afirmam que o francês coexiste com outros idiomas em muitos países e as estimativas do estudo são propensas a exageros.
O número de francófonos no mundo vem aumentando substancialmente desde a década de 1980. Em 1985, havia 106 milhões de francófonos em todo o mundo. Esse número aumentou rapidamente para 173,2 milhões em 1997, 200 milhões em 2005, 220 milhões em 2010 (+10% em relação a 2007) e chegou a 274 milhões em 2014. As previsões esperam que o número de francófonos somente na África chegue a 400 milhões em 2025, 715 milhões (reajustado em 2010) até 2050 e atinja 1 bilhão e 222 milhões em 2060 (reajustado em 2013). Espera-se que a população mundial de francófonos quadruplique, enquanto a população mundial deve crescer pela metade.

## África

Países normalmente considerados francófonos
Países ocasionalmente considerados francófonos
Países que não são considerados francófonos, mas que se juntaram à OIF na perspectiva de uma franconização.

A África tem 32 países francófonos, mais da metade do total (53) e o francês também foi o idioma mais falado na África em 2015.
No entanto, a Nigéria, país mais populoso do continente, é predominantemente de língua inglesa.
A zona francófona da África é duas vezes maior do que os Estados Unidos da América (incluindo o Alasca).
O francês foi introduzido na África pela França e pela Bélgica durante o período colonial. O processo de franconização continuou após o período colonial, de modo que os países de língua inglesa, como Gana ou Nigéria, sentem fortes influências francesas de seus vizinhos francófonos.
O francês se tornou o idioma mais falado na África, depois do árabe e do suaíli, em 2010. O número de falantes mudou muito rapidamente entre 1992 e 2002, com o número de alunos de francês na África Subsaariana aumentando em 60,37%, de 22,33 milhões para 34,56 milhões de pessoas. Uma tendência semelhante está ocorrendo na região do Magrebe. No entanto, como os números fornecidos pela OIF para a região do Magrebe foram combinados com os do Oriente Médio, não é possível fazer a contagem exata apenas para os países do Magrebe. Nessa região maior (Magrebe e Oriente Médio), foi observado um aumento de 10,47 milhões para 18 milhões de pessoas aprendendo francês entre 1992 e 2002.
Deve-se levar em consideração o número de falantes de francês em cada país para se ter uma ideia da importância que o idioma francês tem na África.
Muitos países africanos que não têm o francês como idioma oficial aderiram recentemente à OIF visando franquear seus países:
- Cabo Verde (idioma oficial: português)

- Egito (idioma oficial: árabe)

- Gana (idioma oficial: inglês)

- Guiné Bissau (idioma oficial: português)

- Moçambique (idioma oficial: português)

- São Tomé e Príncipe (idioma oficial: português)

A língua francesa desempenha atualmente um papel importante na África, servindo cada vez mais como língua comum ou língua materna (no Gabão, na Costa do Marfim, no Congo, em Camarões e no Benin, em particular). A Academia Africana de Línguas foi criada em 2001 para gerenciar o patrimônio linguístico.
Os países africanos francófonos contavam com 370 milhões de habitantes em 2014. Espera-se que esse número atinja entre 700 e 750 milhões até 2050. Já há mais francófonos na África do que na Europa.

## Ásia
O Vietnã, o Camboja e o Laos já fizeram parte da Indochina Francesa, parte do Império Francês. A cultura francesa, em aspectos de arquitetura, culinária e linguística, foi integrada à cultura local, embora a última tenha permanecido altamente distinta. O idioma francês costumava ser o idioma oficial e era consideravelmente popular e influente nessas colônias, mas depois que elas foram descolonizadas e conquistaram a independência, os novos governos geralmente removeram sua influência, implementando o idioma nativo como o único idioma oficial nos estados recém-independentes. Atualmente, a presença do idioma francês nesses países é insignificante.

## Europa

### Inglaterra
A Inglaterra e, portanto, a língua inglesa, foi profundamente franconizada durante a Idade Média. Esse foi o resultado da conquista da Inglaterra por Guilherme, o Conquistador da Normandia em 1066, um rei que falava exclusivamente francês e impôs a língua francesa na Inglaterra. O inglês antigo tornou-se o idioma da população pobre e o francês, o idioma da corte e da população rica. Diz-se que, durante esse período, as pessoas na Inglaterra falavam mais francês do que na França. Hoje, estima-se que 50% a 60% da língua inglesa venha do francês ou do latim.
A culinária é um bom exemplo dessa tendência: os nomes de muitos animais de fazenda têm raízes anglo-saxônicas. No entanto, os nomes de suas carnes (antes exclusivas dos ricos) têm origens no francês antigo:
- Pig (anglo-saxão) - Pork do francês antigo porc

- Cow (anglo-saxão cou) - Beef do francês antigo bœuf

- Chicken (anglo-saxão) - Poultry do francês antigo pouletrie ou poule

- Sheep (anglo-saxão scæp) - Mutton do francês antigo moton

### França
O termo "Franconização" também é usado para se referir a qualquer uma das muitas políticas de assimilação cultural implementadas pelas autoridades francesas desde a Revolução Francesa. Essas políticas tinham como objetivo impor ou manter o domínio do idioma e da cultura franceses. Antes da Revolução, o francês ainda era um idioma minoritário na França em termos de número de falantes, mas era o idioma de prestígio.  A Portaria de Villers-Cotterêts do rei Francisco I da França determinou o uso oficial do idioma francês, o dialeto langue d'oïl falado na época na Île-de-France, em todos os documentos. Outros idiomas, como o occitano, começaram a desaparecer como idiomas escritos.
Com o declínio do latim, o francês tornou-se cada vez mais importante para a escrita. Muitas vezes, as pessoas eram incentivadas ou obrigadas a adotar o francês, desenvolvendo assim uma identidade francesa em detrimento da existente. O uso de outros idiomas era frequentemente suprimido. Isso ocorreu, por exemplo, entre os habitantes da Alsácia que falavam alemão alemânico e os falantes de frâncico loreno de Lorena, depois que essas regiões foram conquistadas por Luís XIV durante o século XVII, aos flamengos na Flandres francesa, aos occitanos na Occitânia e aos bascos, bretões, catalães, corsos e niçardos. A Córsega passou da República de Gênova para a França em 1769, após o Tratado de Versalhes (1768). O italiano foi o idioma oficial da Córsega até 1859. A franconização ocorreu na Córsega e causou um quase desaparecimento da língua italiana, pois muitos dos falantes de italiano nessas áreas migraram para a Itália.
Logo após a queda do Ancien Régime, o novo governo revolucionário adotou uma política de promoção do francês como idioma unificador e modernizador, depreciando simultaneamente o status dos idiomas minoritários como baluartes do feudalismo, do controle do Estado pela Igreja e do atraso em geral. Em menos de um ano após chegar ao poder (1792), o Comitê de Instrução Pública determinou que a educação pública recém-expandida fosse fortalecida com o envio de professores de língua francesa para áreas que falavam outros idiomas. Esse programa alcançou muitos de seus objetivos durante o século XIX: na década de 1860, quase 80% da população nacional falava francês.

Mapa do Condado de Nice mostrando a área do Reino de Piemonte-Sardenha anexada em 1860 à França (marrom-claro). A área vermelha já fazia parte da França antes de 1860.

Depois que o Tratado de Turim foi assinado em 1860 entre Vitor Emmanuel II e Napoleão III como consequência do Acordo de Plombières, o Condado de Nice foi cedido à França como recompensa territorial pela assistência francesa na Segunda Guerra de Independência Italiana contra a Áustria, que viu a Lombardia unida à Piemonte-Sardenha. O idioma italiano era o idioma oficial do condado de Nice, usado pela Igreja, na prefeitura, ensinado nas escolas, usado nos teatros e na ópera, foi imediatamente abolido e substituído pelo francês. O governo francês implementou uma política de franconização da sociedade, da língua e da cultura do condado de Nice. Os topônimos das comunas do antigo condado foram franconizados, o que funcionou como um suporte para a obrigação de usar o francês em Nice,, bem como certos sobrenomes (por exemplo, o sobrenome italiano "Bianchi" foi franconizado para "Leblanc", e o sobrenome italiano "Del Ponte" foi franconizado para "Dupont"). 
Em 1900, o francês havia se tornado a língua materna da maioria dos adultos na França. Jules Ferry introduziu a educação gratuita e obrigatória durante a Terceira República Francesa e tentou abertamente fortalecer o estado centralizado ao incutir uma identidade nacional francesa na população. O francês foi apresentado como a língua da modernidade, em oposição às línguas regionais, como o bretão ou o basco, rotuladas como bárbaras ou tribais. Os alunos que eram pegos falando esses idiomas eram punidos com a exibição de símbolos de vergonha. Nas áreas de língua occitana, essa política escolar era chamada de vergonha.
Historicamente, nenhum idioma oficial foi reconhecido pela Constituição francesa. Em 1994, o francês foi declarado constitucionalmente como o idioma da República Francesa. Em 1998, a França se tornou signatária da Carta Europeia para Línguas Minoritárias. No entanto, ainda não a ratificou, com o consenso geral entre a classe política de que as medidas de apoio não são populares o suficiente para atrair amplo apoio nem banais o suficiente para serem incontroversas, com preocupações específicas sobre os tribunais que forçam o Estado a agir se os direitos consagrados na carta forem reconhecidos.
As iniciativas para incentivar o uso de idiomas minoritários são limitadas pela recusa do governo francês em reconhecê-los, com base na Constituição francesa, que declara que "O idioma da República da França é o francês". Esse ponto de vista foi confirmado em 2021, quando o deputado Paul Molac inesperadamente ganhou uma votação majoritária na Assembleia Nacional Francesa para permitir a educação imersiva em idiomas minoritários em escolas públicas. A decisão da Assembleia foi imediatamente contestada pelo Conselho Constitucional da França, que anulou o voto do parlamento. O Conselho também considerou inconstitucional o uso de sinais diacríticos não utilizados em francês, como o til em "ñ".

### Bélgica

#### Bruxelas e a periferia flamenga
Nos últimos dois séculos, Bruxelas passou de uma cidade que falava exclusivamente holandês para uma cidade bilíngue com o francês como idioma majoritário e língua franca. A mudança de idioma começou no século XVIII e se acelerou à medida que a Bélgica se tornou independente, Bruxelas se expandiu além de seus limites originais de cidade. A partir de 1880, cada vez mais pessoas de língua holandesa tornaram-se bilíngues, resultando em um aumento de falantes monolíngues de francês após 1910. Na metade do século XX, o número de francófonos monolíngues superou os habitantes flamengos (em sua maioria) bilíngues. Somente a partir da década de 1960, após a fixação das fronteira linguística e o desenvolvimento socioeconômico de Flandres estarem em pleno vigor, o holandês pôde conter a onda de aumento do uso do francês.  A francização da periferia flamenga ao redor de Bruxelas ainda continua devido à imigração contínua de falantes de francês vindos da Valônia e de Bruxelas.

## América do Norte

### Canadá

#### Quebec

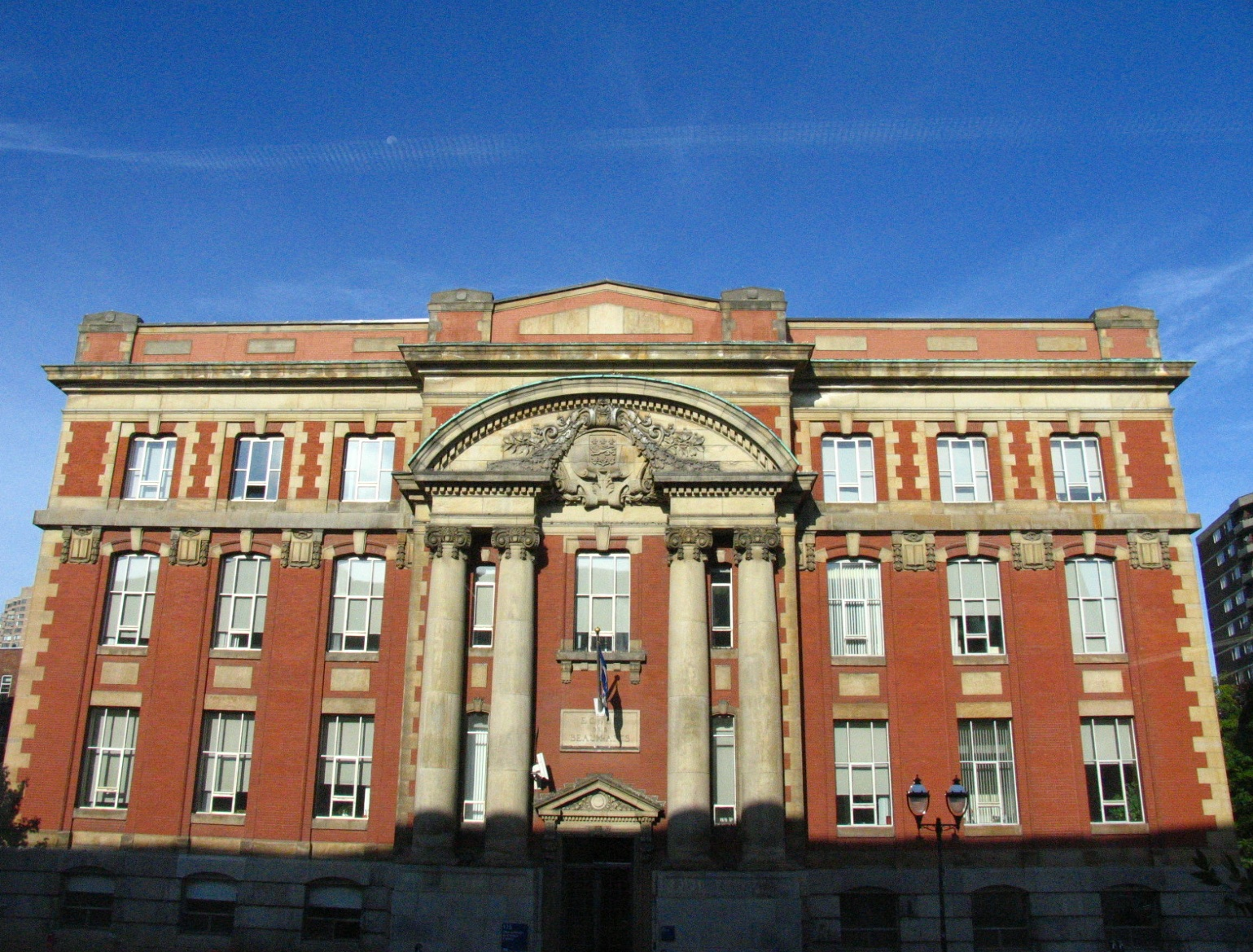
Escritório principal do Office québécois de la langue française, localizado no antigo prédio da École des beaux-arts de Montréal

O Governo de Quebec tem políticas de franconização destinadas a estabelecer o francês como o principal idioma dos negócios e do comércio. Todas as empresas são obrigadas a fornecer comunicações escritas e cronogramas em francês, e não podem fazer do conhecimento de um idioma diferente do francês uma condição de contratação, a menos que isso seja justificado pela natureza das funções. As empresas com mais de cinquenta funcionários devem se registrar no Office québécois de la langue française para se qualificar para um certificado de francização, que é concedido se os requisitos linguísticos forem atendidos. Caso contrário, os empregadores são obrigados a adotar um programa de franconização, que inclui a participação de funcionários, especialmente os que ocupam cargos gerenciais, que não falam francês ou cujo domínio do francês é fraco, em um treinamento de língua francesa.
Como parte do programa de franconização, o governo de Quebec oferece cursos de idiomas gratuitos para imigrantes recentes (de outros países ou outras províncias) que não falam francês ou cujo domínio do francês é fraco. O governo também fornece assistência financeira para aqueles que não conseguem encontrar emprego por não saberem falar francês.
Outro aspecto da franconização em Quebec diz respeito à qualidade do francês usado em Quebec. O Escritório de Quebec da Língua Francesa tem, desde sua formação, se empenhado em desencorajar os anglicismos e promover altos padrões de ensino da língua francesa nas escolas.
Os programas de franconização foram considerados um grande sucesso. Desde 1977 (ano em que a Carta da Língua Francesa se tornou lei), o número de falantes de inglês diminuiu de 14% em 1970 para menos de 6,7% em 2006. Na década de 1970, a língua francesa era geralmente compreendida apenas por falantes nativos do francês, que eram 80% da população de Quebec. Em 2001, o francês era compreendido por mais de 94% da população. Além disso, o número de imigrantes que enviavam seus filhos para escolas de inglês caiu de 80% em 1970 para menos de 4% em 2006.
O francês também está se tornando cada vez mais atraente para falantes estrangeiros, o que sugere que os programas de francização foram bem-sucedidos.
Montreal é um caso particularmente interessante porque, diferentemente do restante de Quebec, a proporção de falantes de francês na população diminuiu. No entanto, isso não significa que os programas de franconização falharam, pois a proporção de falantes de inglês também diminuiu, parece mais provável que a diminuição tenha sido causada pelo fato de 93% dos novos imigrantes de Quebec optarem por se estabelecer em Montreal, com um aumento correspondente em outros idiomas além do inglês e do francês. O governo de Quebec estima que, nos próximos 20 anos, a proporção de francófonos em Montreal voltará a aumentar.
Mas, para alguns especialistas, essas estimativas parecem subestimar a franconização de Montreal, porque as estatísticas mostram que a proporção já aumentou de 55,6% (1996) para 56,4% (2001).
O sucesso da franconização de Québec também pode ser visto nas fronteiras de seu território: em Ontário, a proporção de falantes de inglês caiu de 70,5% em 2001 para 68% em 2006, enquanto a proporção de falantes de francês subiu de 4,06% (488.815) em 2006 para 4,80% (580.000) em 2009. Entretanto, essa estatística deve ser examinada em conjunto com os efeitos da migração de francófonos de Quebec. A migração interprovincial, especialmente para Ontário, resulta em uma perda líquida de população em Quebec. O número de quebequenses de língua francesa que deixam a província tende a ser semelhante ao número dos que entram, enquanto os imigrantes de Quebec tendem a sair.
Nenhuma das estatísticas de Quebec é ajustada para compensar a porcentagem - aproximadamente 20% - de anglófonos que deixaram a província em meados da década de 1980 como consequência do nacionalismo linguístico. Em 2001, mais de 60% da população anglófona de Quebec de 1971 havia deixado a província.
A Carta da Língua Francesa foi um sucesso total, de acordo com Hervé Lavenir de Buffon (secretário geral do Comité international pour le français, langue européenne), que disse em 2006: "Antes do Projeto de Lei 101, Montreal parecia uma cidade americana. Agora Montreal parece uma cidade de língua francesa; isso prova como o Projeto de Lei 101 funcionou bem!".

#### Nova Brunsvique
A política foi ainda mais bem-sucedida em Nova Brunsvique, por exemplo: a cidade de Edmundston passou de cerca de 89% de falantes de francês em 1996 para 93,4% em 2006, a cidade de Moncton de 30,4% em 1996 para 33% em 2006, Dalhousie (de 42,5% para 49,5%) e Dieppe (de 71,1% em 1996 para 74,2% em 2006). Algumas cidades até passaram de 50% de falantes de francês entre 1991 e 2006, como Bathurst, que passou de 44,6% de falantes de francês em 1996 para 50,5% em 2006, ou Campbellton, de 47% em 1996 para 55% em 2006.
As taxas de franconização podem ser estabelecidas para qualquer grupo comparando-se o número de pessoas que normalmente falam francês com o número total de pessoas no grupo de idioma minoritário. Consulte Language Shift in the United States de Calvin Veltman (1983) para uma análise.

## Do idioma
Há muitos exemplos de franconização na história e na cultura popular:
- Crème anglaise substituindo a palavra "custard" em cardápios de restaurantes.

- Ana Bolena escolhendo a grafia francesa Boleyn em vez da tradicional inglesa Bolin ou Bullen.

- Maria, da Escócia escolhendo a grafia Stuart em vez de Stewart para o nome de sua dinastia. (Os escoceses tinham dupla nacionalidade e Maria, rainha dos escoceses, foi criada na França).

- A partícula final "-escu" comum no romeno sendo tradicionalmente alterada para "-esco" na grafia francesa e sendo ocasionalmente adotada pelas próprias pessoas como um equivalente francês de seus nomes (veja Eugène Ionesco, Irina Ionesco, Marthe Bibesco).

- Courriel, abreviação de courrier électronique, substituindo e-mail (originalmente de Quebec).

O mesmo ocorre com outros idiomas, por exemplo, o inglês, caso em que objetos ou pessoas podem ser anglicizados.